# Všesulov
Všesulov é uma comuna checa localizada na região da Boêmia Central, distrito de Rakovník.